# Монгольська навала на Русь
Монго́льська нава́ла на Київську Русь — вторгнення монгольських військ на землі руських князівств у XIII—XIV ст., внаслідок якого князівства втратили політичну самостійність і змушені були виплачувати данину Монгольській імперії, найбільшій державі світу тих часів. Щодо цих подій в українській історіографії вживають також терміни орди́нська нава́ла або монго́ло-тата́рська нава́ла.
Русь зазнала монгольської навали в 1237—1241 роках. Протягом зими 1237—1238 років війська Монгольської імперії завоювали Рязанське та Володимиро-Суздальське князівства та всі північно-східні землі Київської Русі. У 1239 році монголи заволоділи Переяславом і Черніговом, а в грудні 1240 року, після облоги, штурмом захопили Київ і майже повністю зруйнували його «Горішнє місто» Володимира. Протягом наступного 1241 року була завойована Галицька та Волинська землі.
Загарбання Русі військами хана Батия стало можливим завдяки їхній багаторазовій чисельній перевазі над руськими князівськими дружинами і народним ополченням[джерело?].
Іншою причиною поразки руських князівств стала розрізненість князівських дій, великі відстані між центрами окремих князівств, непідготовленість більшості міст до оборони, наявність у монголів китайських облогових знарядь[джерело?]. Батиєва навала уповільнила розвиток східних слов'ян, відкинувши Русь на кілька століть назад[джерело?]. Встановлене ординське ярмо на десятки років закріпило феодальну (удільну) роздрібненість, перешкоджаючи централізації земель і відродженню державності. У монголів було потужне військо, яке складалося з важкої і легкої кіннот. Легка кіннота нападала на замок, потім ніби здавалась і виманювала оборонців замку до важкої кінноти, а та їх знищувала.

## Передумови
На початку ХІІІ століття в Центральній Азії відбувалися дії і явища, яким судилося відіграти величезну і визначальну роль у долях народів і держав Центральної Азії, Кавказу, Ірану і Східної Європи.
Вони справили помітний вплив на хід світової історії взагалі. На межі XII і XIII століть об'єдналися численні племена монгольських скотарів, що кочували на величезних просторах Південно-Східного Сибіру, у Забайкаллі.
Новоутворене об'єднання союзів монгольських племен, майбутню державу, у 1206 році очолив енергійний і здібний політик і воїн Чингісхан.
В історичні джерела цей народ увійшов під ім'ям монголів або татар. Із самого початку ця квазідержава зосереджувалася на грабунок близьких і далеких сусідів та завоювання не тільки неосяжних, малозаселених просторів Азії, а також і Європи з метою створення світової імперії.
Однією з перших, увагу Чингісхана і його оточення привернула Східна Європа. Уже в 1207 році він послав старшого сина Джучі підкорювати племена і народи, що жили на північ від річки Селенга і в долині річки Іртиш (притока Обі). До складу майбутнього «улусу Джучі» були заздалегідь включені й землі Східної Європи, які ще тільки планувалося завоювати.
Перський історик кінця XIII — початку XIV століття Рашид-ад-Дін, який спирався на невідомі нині монгольські й китайські джерела, повідомив, що Джучі за велінням Чингісхана повинен був вирушити з величезним військом завойовувати всі області Півночі.
Серед цих областей була і земля «Рус». Спочатку монгольська верхівка не мала досить сили, щоб підкорити Східну Європу. Основні сили Чингісхана надовго застрягли в Китаї та інших країнах Азії, які вони почали завойовувати.
Завоювання і поневолення Давньої Русі полчищами Батия стало можливим насамперед завдяки багаторазовій чисельній перевазі ворога над руськими дружинами і народним ополченням. Князі діяли розрізнено, не бажали допомагати один одному (великий князь Володимиро-Суздальський Юрій Всеволодович відмовив у допомозі рязанському князеві Юрію Ігоревичу), сперечались за командування об'єднаним військом.
Більшість міст Русі була погано укріплена, фортифікації навіть головних з них: Києва, Чернігова, Владимира на Клязьмі застаріли і не витримали ударів облогової техніки загарбників. Під час штурмів, заволодівши селами безжальні кочовики винищували тисячі людей, залишаючи часом серед живих лише ремісників і міцних молодих людей, яких перетворювали на рабів.[джерело?]

## Хронологія

### Початок навали
Згідно з офіційною історіографією монгольська навала прийшла на Русь 1237 року, але вперше на теренах Київської Русі вона почалась 1223 року. Найкращі полководці Темучіна, Джебе і Субедей мали намір напасти на половців. Князі Київської Русі Данило Галицький, Мстислав Удатний, Мстислав Чернігівський приєднались аби підтримати половецького князя Яруна Половецького. Їхнє військо досягло до 50—60 тисяч воїнів. У монголів було лише 25 тисяч.
Не маючи плану дій, першими у бій ринулись половці, а Мстислав Чернігівський підтримав їх. Скориставшись цією помилкою Джебе і Субедей атакували легкою кіннотою, заманюючи до себе в табір. Отримавши тактичну перевагу, монголи контратакували. У розпал бою Данила Романовича поранили, і йому довелось відступати із Мстиславом Удатним разом з військом. Половці під час бою почали втікати. Проте Мстислава Чернігівського в першому бою не перемогли, і його табір почали штурмувати. Три дні йшов штурм. Не перемігши в бою, його здолали хитрістю під час переговорів. Він погодився дати платню за військо і за себе, але монголи його підступно вбили.

### Війна в Заліссі

Боротьба проти монголо-татарських завойовників

В історичній літературі час від часу повторюється думка, ніби вторгнення полчищ Монгольської держави в Русь було несподіванкою для її князів. Цим пояснюється неузгодженість дій руських князів перед лицем ворога, розпорошеність сил, непідготовленість до оборони міст і фортець. Та джерела свідчать про інше. У Північно-східних князівствах Русі заздалегідь стало відомо про підготовку монгольських ханів до вторгнення за Волгу.
1237 року монголи дали знати про себе знову, внук покійного Чингісхана, Батий зібравши військо пішов у новий похід.
Того ж 1237 року, монгольська кіннота вдерлася в державу волзьких болгар. А вже на початку зими завойовники подолали південний рубіж і зупинилися на річці Онуза. Першим їм потрапило під руку Муромо-Рязанське князівство. Батий відправив посольство до рязанського князя Юрія Ігорьовича з вимогою покори і сплати десятини.
Зібрана князем рада постановила дати відсіч ворогові. Рязанське військо зустрілося з монгольським поблизу південних кордонів князівства. Чудова пам'ятка літератури «Повість про розорення Рязані Батиєм» повідомляє, що після запеклої січі ледве здолали рязанців сильні полки татарські. Але все одно — місто було жорстоко знищене.
Дорогою у Володимиро-Суздальське князівство монголи нищили все що бачили. Мешканці намагались чинити, хоча і малочисельний, але опір. Наприклад боярин Євпатій Коловрат зібрав загін в 1700 чоловік, намагавсь розпочати партизанський рух проти монголів. Але його загін потрапив у засідку. Всіх повстанців монголи закидали 160 кг каменями. Про ці всі події також описуються у повісті «Повість про розорення Рязані Батиєм».
Коли Батий добрався до Володимира на Клязмі, він не застав князя Юрія Всеволодича який збирав військо для відсічі. Тому він спочатку знищив місто Москва, і місто Суздаль. Коли ж повернувся до Володимира, то відразу почав штурм міста. Місто було спалене. Все Владимиро-Суздальське князівство було захоплене монголо-татарами.
Юрій Всеволодич загинув у жорстокому і нерівному бою на річці Сіть (на північ від Володимира).
Протягом зими 1237—1238 років монголо-татарське військо завоювало і сплюндрувало Владимиро-Суздальське князівство, Рязанське князівство та всі інші північні князівства Київської Русі.

### Спустошення земель Переяславщини та Чернігівщини

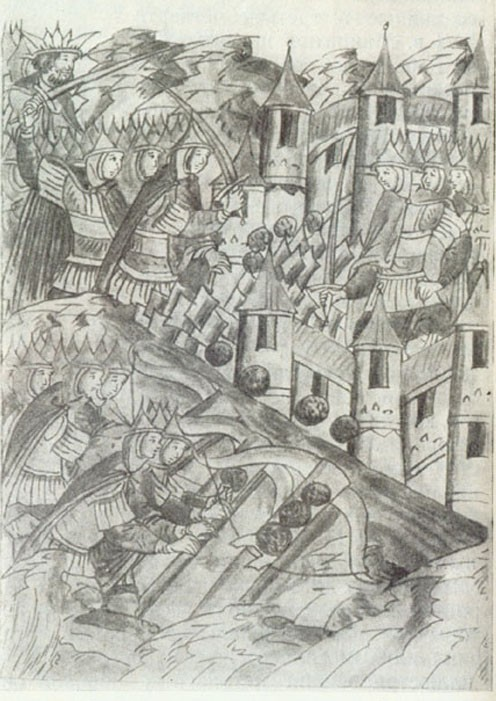
Облога татарами міста Козельськ 1239 році, мініатюра XVI ст. з Голіцинського тому Никонівського літопису

1238 року монголи з'явилися на Чернігівщині, коли вони дійшли до міста Козельськ. Перед приходом Батия городяни скликали віче, у якому домовились оборонятись до останнього. Монголи були змушені застосувати найкращі стінопробивні машини. Після того як татари увірвались у місто, вони почали атаку, але не сподівались на такий опір. 5000 ханських воїнів було винищено, але перемога, однак, була за Батиєм. Місто було знищене.
1239 року Батий привів свою кінноту на південь Русі. У березні 1239 року численний загін кочовиків штурмом здобув Переяславль і перебив усіх його жителів. Мало не миттєве здобуття ворогом Переяслава досі дивує істориків і археологів, адже він був надійно укріпленим містом і багато десятиліть захищав Руську землю від печенігів, а далі — й половців. У жовтні 1239 року військо Батия за два дні захопило й Чернігів, фортифікації якого поступалися в Русі хіба що Києву.

### Штурм Києва

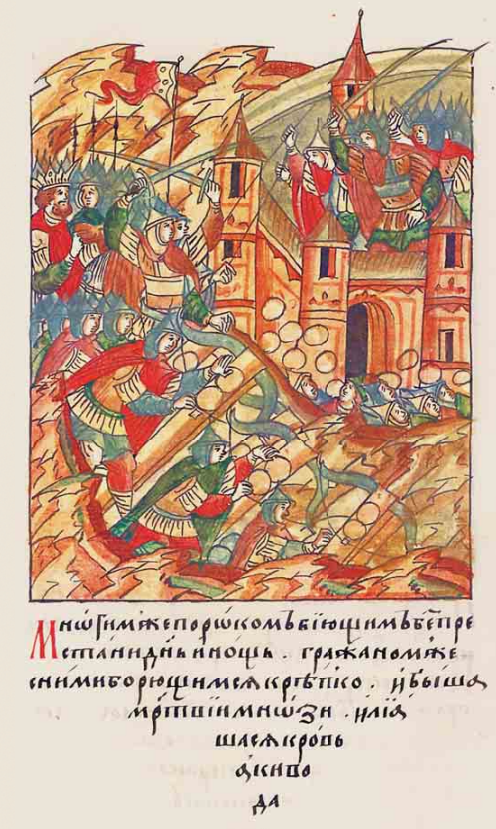
Взяття Києва монголами, 1240. Оксфордська ілюстрована енциклопедія

Пізньою осінню 1240 року монголо-татарське військо з'явилося біля валів Києва. На шляху воно зруйнувало численні міста й укріплені замки Київської землі, що захищали її з півдня: Василів, Білгород, Витачів, невідому за назвою фортецю на Княжій Горі поблизу Канева та інші. Уперше для здобуття руського міста Батий зібрав усі свої війська, близько 200 тисяч воїнів й облогову техніку. Київ мав укріплення, яким не було рівних у східнослов'янському світі.
На величезних земляних валах висотою до 12 м височіли дубові стіни. Всередині зовнішнього пояса укріплень Ярослава міста знаходився внутрішній — місто Володимира, де, у свою чергу, стояла цитадель, «Ярославів двір».
У Києві сиділа випробувана у битвах залога на чолі з намісником князя Данила Галицького Дмитром, котрого князь посадив у місті напередодні Батиєвої навали. Біля 5 вересня 1240 року, відразу після наближення до Києва, Батий почав штурм. Але безуспішно. Лише 19 листопада він помітив, що найслабшим місцем Києва є Лядські ворота. Ворог підтягнув стінобійні машини впритул до валів. «Пороки» жбурляли кам'яні брили і дерев'яні колоди, щоб збити заборола, тарани безперервно били в брами, до стін приставили драбини. Ворота не витримали. Але далі, через великий опір, Батий пройти не зміг. Лише через декілька днів монгольські війська увірвались у місто. Почалась жорстока битва. Кияни чинили великий опір. Батию вдалось знищити багато людей. У десятинній церкві були зведені укріплення. Але церква не витримала і завалилась, поховавши під собою останніх захисників Києва.
Після 2-х тижнів штурму монголо-татари на початку грудня 1240 року змогли здобути Київ, знищивши переважну більшість його захисників і міщан, вони майже повністю зруйнували його (особливо Верхнє місто). Поранений намісник Дмитро був врятований Батиєм. Він зберіг йому життя за відчайдушний опір.

### Навала на Галичину і Волинь
Через Галицьке князівство відкривався шлях до Угорщини. Однак по дорозі Батий не зміг взяти міцно укріплений Холм. Монголи намагались продертись через гори. Але галичани чинили запеклий опір. Хоч все ж таки Батий пройшов далі, в Угорщині вже не було так легко. Батию доводилось штурмувати Феодальні замки. Він знищував все.
У перші місяці 1241 року полчища Батия завоювали Галицьку землю і Волинську землю, далі спустошили Угорщину і Польщу.

### Подальші напрямки завоювань
У 2-й половині 1241-го — на початку 1242 року вони розграбували Хорватію, Трансильванію, Молдову, частину Сербії та Болгарії.
Батий зруйнував Краків, потім він завернув у Степи і заснував у пониззі Волги свою державу зі столицею в місті Сарай, яку джерела називають просто Ордою (пізніше її стали іменувати Золотою Ордою). Князівства колишньої Київської Русі були під ярмом.

## Наслідки
Щодо цивілізаційних наслідків Батиєвої навали, то більшість істориків поділяють думку про те, що вона загальмувала політичний, економічний і етнокультурний розвиток Русі, відкинувши її князівства на кілька століть назад. Ординське іго на довгі роки закріпило удільну роздробленість, перешкоджало об'єднанню земель і князівств, завадило відродженню державності.
Іншої думки дотримуються дослідники, які вважають, що Монголо-татарська навала завдала мало шкоди Русі, натомість заохочувала боротьбу східних слов'ян за незалежність і відновлення державності.